# Nyctiophylax lumarius
Nyctiophylax lumarius är en nattsländeart som beskrevs av Arturs Neboiss 1989. Nyctiophylax lumarius ingår i släktet Nyctiophylax och familjen fångstnätnattsländor. Inga underarter finns listade i Catalogue of Life.